# Cryptocarya mindanaensis
Cryptocarya mindanaensis är en lagerväxtart som beskrevs av Adolph Daniel Edward Elmer. Cryptocarya mindanaensis ingår i släktet Cryptocarya och familjen lagerväxter. Inga underarter finns listade i Catalogue of Life.